# Alba, Italien
Alba är en ort och kommun i provinsen Cuneo i regionen Piemonte i Italien. Kommunen hade 31 506 invånare (2018). Orten är känd för sin produktion av vin, persikor, Nutella och tryffel.